# Bretejovce
Bretejovce jsou obec na Slovensku v okrese Prešov. V obci žije 434 obyvatel, rozloha katastrálního území činí 4,37 km².

## Poloha
Obec leží v košické kotlině v údolí meandrů řeky Torysy. Převážně odlesněná pahorkatina má nadmořskou výšku 200 až 290 m n. m., střed obce je ve výšce 225 m n. m. Území je tvořeno neogenními usazeninami a čtvrtohorními naplaveninami.
Obec sousedí s obcemi Janovík a Lemešany na severu, Seniakovce na jihu, Šarišské Bohdanovce na východě a Družstevná pri Hornáde na západě.

## Historie
První písemná zmínka o obci je z roku 1289, kde je uváděná jako Beretey a později jako Breczejowcze, od roku 1927 jako Bretejovce, maďarsky Berettő nebo Sárosberettő. Ves náležela Abovcům a později dalším rodům. V roce 1427 ves platila daň z 19 port. V roce 1787 žilo v 37 domech 323 obyvatel a v roce 1828 v 50 domech bylo 383 obyvatel. Hlavní obživou bylo zemědělství.

## Památky
- V obci je římskokatolický filiální kostel Panny Marie sedmibolestné postavený v roce 1785.[7] Farnost patří pod katolickou farnost povýšení Svatého Kříže Budimír, děkanátu Obišovce, arcidiecéze košické.[8]
- Sýpka z roku 1763, která sloužila formanům jako noclehárna. Nachází se v blízkosti státní silnice I/68.[9]
- Klasicistní kúria z první poloviny 19. století.[10]
- Kaplička z roku 1926 zasvěcená svatému Janu Nepomuckému.[11]